# Państwowy Rezerwat Przyrody İlisu
Państwowy Rezerwat Przyrody İlisu – rezerwat przyrody w północno-zachodnim Azerbejdżanie. Znajduje się na terenie rejonu Qax, na północny wschód od miasta Qax, od północy granicząc z należącym do Rosji Dagestanem.
Rezerwat utworzono w 1987 na powierzchni 9,3 tys. ha. Został stworzony celem ochrony i przywrócenia naturalnego kompleksu centralnej części południowych zboczy Wielkiego Kaukazu; zachowania rzadkich i zagrożonych gatunków flory i fauny oraz lokalizacji ośrodków erozji, aby zmniejszyć zagrożenie powodzi błotnych. W marcu 2003 teren rezerwatu poszerzono do obecnej powierzchni 17 381 ha.
W rezerwacie znajduje się około 500 gatunków roślin, z czego około 60 ma charakter endemiczny. Rosną tu drzewa 31 gatunków, z których 11 należy do dominujących. Należą do nich głównie: dąb, buk i grab. Częste są tu także jesion, klon, orzech włoski, wierzba i dziko rosnące drzewa owocowe – jabłonie, grusze i czereśnie. Szczególnie cenne są gatunki endemiczne lub reliktowe, do których należą: leszczyna niedźwiedzia, hurma kaukaska, kasztanowiec, głóg azerbejdżański.
Wśród zwierząt świat ssaków reprezentuje tu 35 gatunków. Odnotowane zostały niedźwiedź brunatny (Ursus arctos), sarna (Capreolus capreolus), jeleń szlachetny (Cervus elaphus), koziorożec wschodniokaukaski (Capra cylindricornis), dzik (Sus scrofa), wilk szary (Canis lupus), lis rudy (Vulpes vulpes), wiewiórka (Sciurus), borsuk (Meles meles), jenot (Nyctereutes procyonoides), zając szarak (Lepus europaeus) i jeżowate (Erinaceidae).
Teren rezerwatu jest zamieszkany przez ponad 90 gatunków ptaków, wśród nich: jastrząb zwyczajny (Accipiter gentilis), orzeł przedni (Aquila chrysaetus), orłosęp (Gypaetus barbatus), sęp kasztanowaty (Aegypius monachus), sokół wędrowny (Falco peregrinus), puchacz zwyczajny (Bubo bubo), uszatka zwyczajna (Asio otus), syczek zwyczajny (Otus scops). Istnieje tu ponad 60 gatunków ptaków migrujących.
Sześć gatunków kręgowców znajduje się w Czerwonej księdze gatunków zagrożonych w tym: wąż z rodziny Coluber, orzeł przedni (Aquila chrysaetus), orłosęp (Gypaetus barbatus) i sokół wędrowny (Falco peregrinus).